# 155 (numero)
Centocinquantacinque (155)  è il numero naturale dopo il 154 e prima del 156.

## Proprietà matematiche
- È un numero dispari.
- È un numero composto, dai 4 seguenti divisori: 1, 5, 31, 155. Poiché la somma dei divisori (escluso il numero stesso) è 37 < 155, è un numero difettivo.
- È un numero semiprimo.
- È un numero omirpimes.
- È un numero nontotiente (per cui la equazione φ(x) = n non ha soluzione).
- È un numero 17-gonale.
- È un numero di Ulam.
- È un numero intero privo di quadrati.
- È parte delle terne pitagoriche (93, 124, 155), (155, 372, 403), (155, 468, 493), (155, 2400, 2405), (155, 12012, 12013).
- È un numero palindromo nel sistema di numerazione posizionale a base 11 (131).

## Astronomia
- 155P/Shoemaker è una cometa periodica del sistema solare.
- 155 Scylla è un asteroide della fascia principale del sistema solare.
- NGC 155 è una galassia lenticolare della costellazione della Balena.

## Astronautica
- Cosmos 155 è un satellite artificiale russo.